# 兆康醫院
兆康醫院，正式名稱為士嘉堡醫療網絡兆康分院（Scarborough Health Network, Centenary Hospital），是加拿大安大略省多倫多士嘉堡的一所醫院。該醫院於1967年7月1日啟用，以紀念加拿大百年國慶。自2016年起，該醫院由士嘉堡醫療網絡運營。

## 院史
該醫院於1967年7月1日建立，初名為士嘉堡兆康醫院（Scarborough Centenary Hospital），是士嘉堡繼士嘉堡全科醫院之後的第二所醫院。1986年及1991年該醫院兩次擴建，後更名為兆康醫療中心（Centenary Health Centre）。
該醫院於1998年與亞積士皮克靈全科醫院（Ajax and Pickering General Hospital）合併，成立了紅河谷醫療系統。在新系統下，該醫院正式名稱為紅河谷醫療系統兆康分院（Rouge Valley Centenary）。
2016年12月1日，紅河谷醫療系統解散，士嘉堡醫院（全科醫院及貝治芒醫院）及紅河谷醫療系統兆康分院的院區合併組建新的管理機構，名稱暫定為士嘉堡與紅河醫院（Scarborough and Rouge Hospital），後於2018年更名為士嘉堡醫療網絡。亞積士皮克靈醫院併入湖嶺醫療系統。
截至2019年，士嘉堡醫療網絡計劃在2031年將分院數量由3個減少至2個。在三個擴建方案中，一個方案計劃翻修兆康醫院，而另兩個方案計劃翻修全科醫院或貝治芒醫院，以及關閉其一並以新醫院取代。